# Arthur O'Hara Wood
Arthur Holroyd O'Hara Wood (Melbourne, Austràlia, 10 de gener de 1890 − Saint-Quentin, França, 6 d'octubre de 1918) fou un jugador de tennis australià. El seu germà petit Pat O'Hara Wood també fou tennista i ambdós van guanyar Australasian Championships.
A causa de l'esclat de la Primera Guerra Mundial, O'Hara va entrar al Royal Flying Corps i va servir a França i Anglaterra. Va dirigir l'esquadró 46 de la Royal Air Force. Una altra aeronau es va estavellar contra la seva mentre realitzava una ronda sobre Saint-Quentin. Les ferides van ser molt greus i va morir mentre era hospitalitzat, va ser enterrat al cementiri militar de Bray-sur-Somme.

## Torneigs de Grand Slam

### Individual: 1 (1−0)
| Resultat  | Núm. | Any  | Campionat                  | Oponent          | Marcador           |
| --------- | ---- | ---- | -------------------------- | ---------------- | ------------------ |
| Guanyador | 1.   | 1914 | Australasian Championships | Gerald Patterson | 6−4, 6−3, 5−7, 6−1 |

### Dobles masculins: 1 (0−1)
| Resultat  | Núm. | Any  | Campionat                  | Parella      | Oponents                         | Marcador           |
| --------- | ---- | ---- | -------------------------- | ------------ | -------------------------------- | ------------------ |
| Finalista | 1.   | 1914 | Australasian Championships | Rodney Heath | Ashley Campbell Gerald Patterson | 5−7, 6−3, 3−6, 6−3 |